# GAUSS (企業)
株式会社GAUSS（ガウス）は人工知能（AI）を扱う日本の企業。競馬予想を行う「SIVA」や、アパレルEC向けの画像認識、タグ付け、編集システム「ATS」、動画編集システム「Zooom」、資格試験問題予想AI「未来問」を展開。AI開発支援プラットフォームのクラウドサービス「GAUSS Foundation Platform」や受託開発も手掛ける。2017年5月に創業したスタートアップ企業（ベンチャー）で、富士通を退社して創業した宇都宮綱紀が代表取締役を務める。人工知能学会賛助会員、日本ディープラーニング協会正会員。

## 沿革
2016年の秋頃に、富士通在職の宇都宮綱紀が競馬予測ソフト「SIVA」の開発を開始。富士通で新規事業として提案して採択されるが、1か月後にプロジェクトスタートというの待ち時間に耐え切れず宇都宮は同社を退職。projectSIVAとして2017年2月にサービスを開始する。同年4月の時点では10月に創業予定であったが、結局2017年5月2日に開業した。
知人の紹介をきっかけに、ディップ株式会社がAI企業を対象に始めたアクセラレータプログラムの支援を受ける。アパレル会社のANAPと連携し、「ATS」を開発。ANAPオンラインショップに適用する。12月にはこのディップやANAPら3社から1.7億円の資金調達を果たし、2018年1月10日には、フジテレビのホンマでっか!?TVにSIVAが取り上げられている。
2018年2月には渋谷区に本社を移転。3月にピザハットとの連携を開始し、5月15日からは広くAIに対する相談に対応する「実証レポートサービス」を開始。8月31日にはATSの技術をもとに動画編集システム「Zooom」をリリース開始し、月には東京大学発のAIスタートアップ企業であるBusiness Hubとも、業務提携も合意が成立した。2018年10月には「Gauss Foundation Platform」を展開し、2019年1月にはMatrixFlow社が「Autoflow」をこのプラットフォームで提供することを発表した。
2019年4月に「AI競馬 SIVA」は「スポニチ AI競馬予想 SIVA」に名称変更し、運営は株式会社CYMESに移行。GAUSSは共同開発という立場になる。また、同年4月には物体検知AI「Grapick」と文字認識AI「G-OCR」の開発を発表し、同8月には名古屋テレビ・ベンチャーズの出資を受けている。また、同年8月末から9月にかけて日本ディープラーニング協会が主催したCDLEハッカソンではメンターやリリーススポンサーを務め、キックオフ時の会場も提供している。

## 技術・サービス
GAUSSは形態素解析やチャット・ボットなどを用いる自然言語処理、強化学習やベイズ推定などを用いる予想・予測、ディープラーニングやデータ・クラスタリングなどを用いた画像認識の技術を持ち、
- Galileo（ガリレオ） - 予測エンジン
- Goeth（ゲーテ） - 自然言語エンジン
- Gogh（ゴッホ） - 画像認識エンジン

として実装している。これらは後述の製品・サービスに応用するとともに、人工知能の実証研究レポートや、電力需要予測などの受託開発に活用されている。
また、GAUSSはピザハットとビッグデータ解析の共同研究に取り組んでおり、宅配ピザの販売データから待ち時間短縮や売上増につなげことを目指している。2018年10月からはAI開発支援プラットフォーム「GAUSS Foundation Platform」というクラウドサービスを開始しており、その基盤技術としてOracle Cloud Infrastructureを採用している。

### SIVA

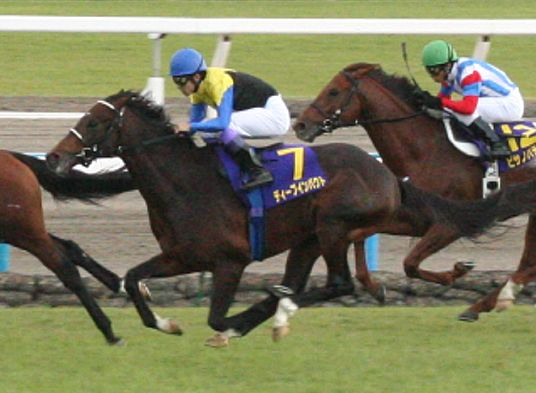
SIVAは障害競走などを除く日本中央競馬会のレースをカバー。新馬の出始める春頃はデータ不足で的中率が落ちるという。

SIVAは競馬場の芝とインドの神様であるシヴァに由来する。競馬の勝馬投票券の予測をするウェブアプリケーション、モバイルアプリケーションで、言葉で問いかけるインターフェースに特徴がある。以前から馬券をやっていた人よりも、新しく競馬をやってみようという人を増やすことを意図している。JRA（日本中央競馬会）のデータ、およびウェブ上の情報から学習する。また、「SIVA PRESS」というサイトも設けている。
開発のきっかけは創業者である宇都宮の父親が競馬好きだったこと、AIの応用としてデータが充実してわかりやすかったことがあげられる。宇都宮が富士通に在籍していたときから開発を始め、同社で事業提案して採択されていたが、1か月の待ち時間に宇都宮が耐え切れず、富士通を退職して2017年2月からサービス開始、GAUSSの創業に至っている。2017年のジャパンカップでは3連複（三連勝複式）を的中させたという。
インド競馬を対象とした海外展開も検討しており、2019年2月にはユーザー数が8万人を突破した。2019年4月から運営元を毎日新聞とスポーツニッポンが出資する株式会社CYMESに移行。サービス名を「スポニチ AI競馬予想 SIVA」に変更し、スポニチアネックスの競馬記事も配信するようになった（4月5日から5月9日まではβ版として無料リリース）。

### ATS(Auto Tagging System)
画像の中からキーワードに対応したファッションアイテムを見つけ出し、タグ付けするシステム。株式会社ANAPの子会社ATLABとの共同研究で開発している。実際にANAPオンラインショップで活用され、業務効率の改善が確認されている。
アイテムの認識にはディープラーニングの一種である畳み込みニューラルネットワーク（CNN、Convolutional Neural Network）を用いている。さらに背景から特定のアイテムを切り離すために、独自開発の特許出願技術を用いて高精度化を果たしている。

### Zooom
ATSの技術の発展形にあたる動画編集システム。動画の中から指定したファッションアイテムの服を抽出し、拡大して表示できる。システムに画像をアップロードし、アイテムを指定すると10秒程度で処理が終わる。アパレル系のECサイトでは画像が多く、編集に手間のかかる動画はあまり用いられていなかったが、Zooomを用いれば簡単かつ安価に動画で「質感」などより多くの情報を伝えることができる。

### 未来問
回帰型ニューラルネットワークの一種であるLSTMを用いた時系列学習で、カテゴリー分けした宅地建物取引士試験問題を過去の試験問題から予測する。90を超えるカテゴリー分けは連携先の株式会社サイトビジットが行っており、1989年以降の試験問題データで学習させた。開発段階では2017年度問題を7割的中させた実績を持ち、サイトビジットが運営する「資格スクエア」で2018年の予想問題が同年10月9日から提供されている。